# Hiver en France métropolitaine
 (novembre 2020).

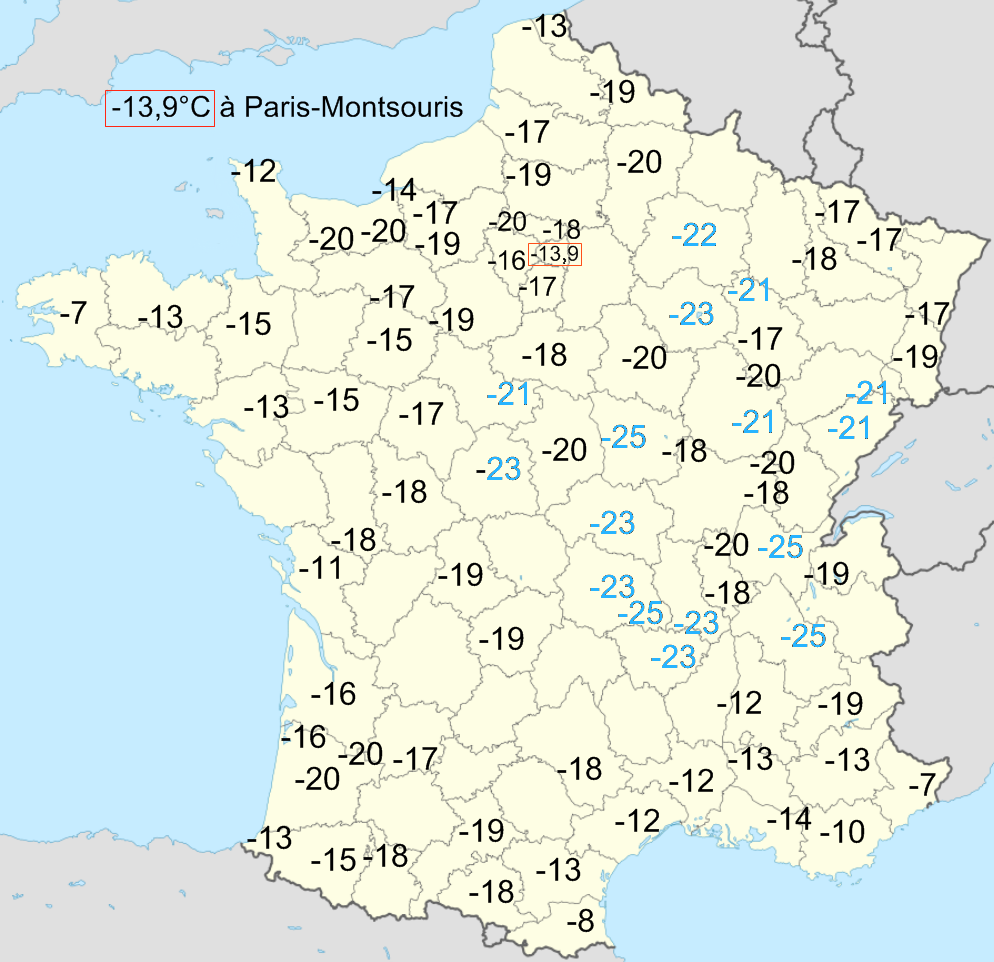
Les températures minimales très rigoureuses en janvier 1985.

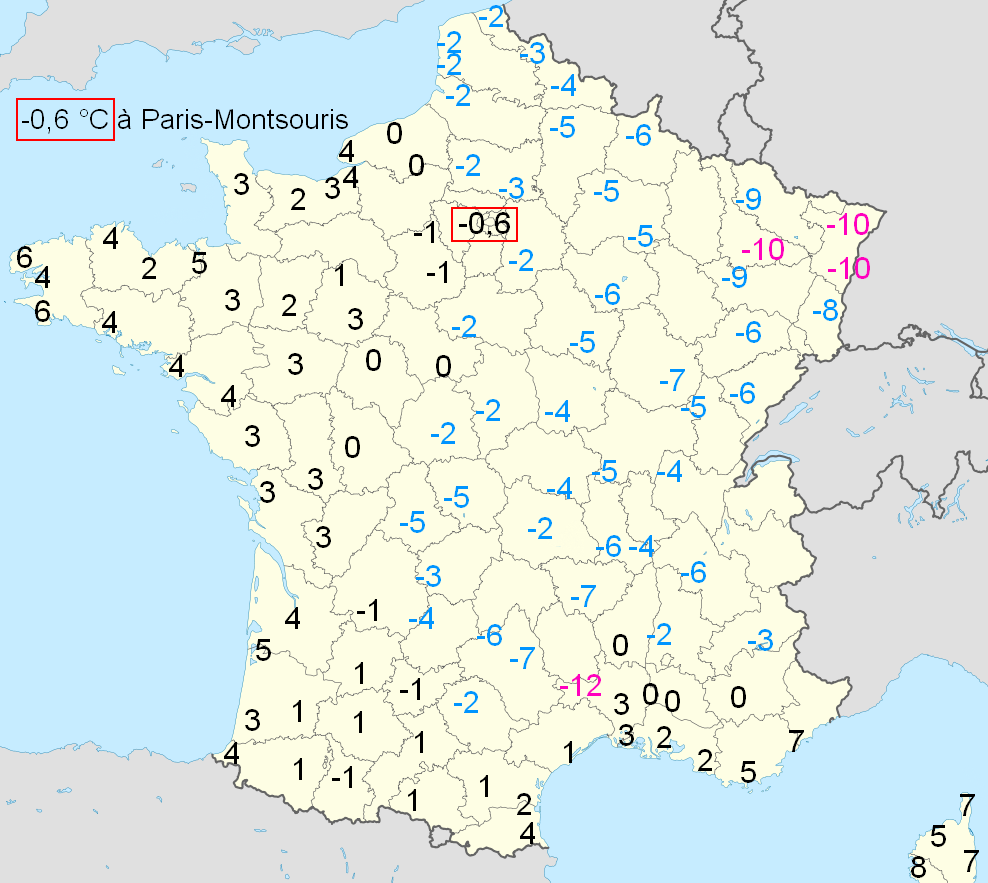
Les températures maximales très rigoureuses du 19 décembre 2009,.

En France métropolitaine, l'hiver est la saison allant de fin décembre à fin mars qui est la plus froide de l'année. 
Le record est −36,7 °C en 1968 à Mouthe. Il a fait −13,9 °C à Paris parc Montsouris en janvier 1985.
Lors des grands froids la qualité de l'air peut avoir un indice Atmo de 10/10 à cause des particules en suspension. Des communes dans le Nord ont eu l'indice maxi en janvier 2013. La concentration la plus élevée de particules entre 2007 à 2011 est 140 µg/m3 d'air à Lille en décembre 2007.
Ci-dessous, des hivers rigoureux et doux en France métropolitaine de 1873 à ce jour. On observe un froid de moins en moins intense à Paris parc Montsouris de 1873 à 2012. Ce froid de moins en moins intense est dû au réchauffement climatique.

## Causes des hivers froids en France métropolitaine
Il existe principalement quatre causes provoquant des hivers froid ou des vagues de froid en France.
- Lorsqu'un anticyclone s'installe entre la Grande-Bretagne et l'Islande, de l'air froid s'écoule sur la France, cet air sera certes froid mais pas glacial grâce à l'océan qui le réchauffe.
- Une vague de froid peut aussi survenir lorsque l'anticyclone de Sibérie s'installe sur l'Europe centrale et entraîne des vents de nord-est, ce qui provoque une baisse importante des températures.
- La troisième situation est plutôt rare même si elle présente peu de différence par rapport à la deuxième, quand un anticyclone s'installe sur la Scandinavie et qu'une dépression s'installe sur la Méditerranée qui est due au fait que l'air froid rencontre une mer plus chaude ce qui provoque alors un conflit thermique. Un puissant flux de nord-est s'installe alors, qui provoque une forte baisse des températures qui peuvent descendre à des niveaux très bas ainsi que de fortes chutes de neige notamment sur les côtes méditerranéennes. C'est le type même de configuration susceptible d'entraîner de grandes vagues de froid comme celle de février 1956 par exemple.

La quatrième situation favorable à l'installation d'une vague de froid en la France est une oscillation nord-atlantique négative provoquée par une oscillation arctique négative elle-même fréquemment provoquée par un réchauffement stratosphérique soudain qui fait éclater le vortex polaire. Certains réchauffements stratosphériques majeurs peuvent même inverser sa direction et provoquer alors une oscillation nord-atlantique et arctique très négative.
Si lors de ces situations, de la neige est présente au sol jusque dans les plaines, cela aura pour effet d'augmenter l'albédo et donc d'entraîner des températures encore plus froides.

### Trois listes des hivers rigoureux

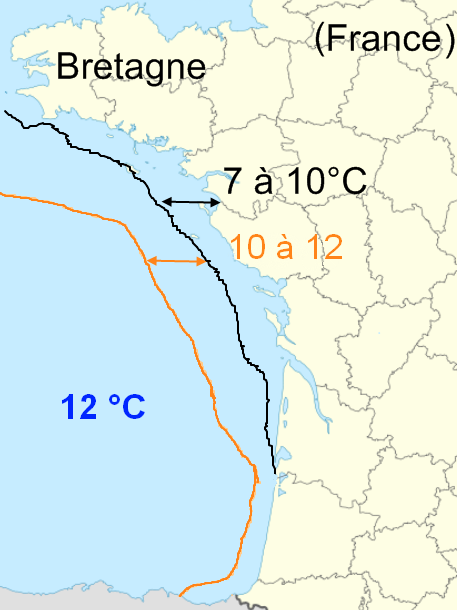
Les températures de la surface de la mer du 9 janvier 2009 après un grand épisode très froid en France d'environ 15 jours, grande différence jusqu'à de l'eau.

### Liste des hivers avec des températures minimales àParis parc Montsourisinférieures à−9,05°C[4],[2]
Les températures minimales à la fin du XXe siècle varient de -15 à −25 °C en plaine dans la plupart des régions pour un hiver très rigoureux.
- Entre 1873 et 1960, 1 hiver très rigoureux tous les 2,41 ans[5]
- Entre 1960 et 2010, tous les 5,2 ans[6]

| Hivers  | Temp min | Hivers  | Temp min | Hivers  | Temp min | Hivers  | Temp min |
| ------- | -------- | ------- | -------- | ------- | -------- | ------- | -------- |
| 1874-75 | −13,2 °C | 1875-76 | −12,7 °C | 1879-80 | −23,9 °C | 1880-81 | −13,3 °C |
| 1887-88 | −13,7 °C | 1889-90 | −9,1 °C  | 1890-91 | −14,0 °C | 1891-92 | −9,2 °C  |
| 1892-93 | −13,6 °C | 1893-94 | −14,0 °C | 1894-95 | −13,2 °C | 1899-00 | −9,9 °C  |
| 1900-01 | −10,3 °C | 1902-03 | −9,4 °C  | 1904-05 | −9,4 °C  | 1906-07 | −10,4 °C |
| 1907-08 | −9,7 °C  | 1908-09 | −11,6 °C | 1913-14 | −10,0 °C | 1916-17 | −13,4 °C |
| 1917-18 | −13,8 °C | 1918-19 | −10,7 °C | 1925-26 | −9,4 °C  | 1927-28 | −10,3 °C |
| 1928-29 | −14,1 °C | 1933-34 | −9,7 °C  | 1938-39 | −12,9 °C | 1939-40 | −14,6 °C |
| 1940-41 | −9,0 °C  | 1941-42 | −13,3 °C | 1944-45 | −10,2 °C | 1946-47 | −12,6 °C |
| 1947-48 | −9,3 °C  | 1952-53 | −9,9 °C  | 1953-54 | −12,9 °C | 1955-56 | −14,7 °C |
| 1959-60 | −11,3 °C | 1962-63 | −12,3 °C | 1964-65 | −10,4 °C | 1965-66 | −13,6 °C |
| 1978-79 | −12,7 °C | 1984-85 | −13,9 °C | 1985-86 | −9,1 °C  | 1986-87 | −12,1 °C |
| 1990-91 | −11,5 °C | 1996-97 | Rien     |         |          |         |          |

Paris Montsouris :
- L'hiver 1879 - 1880 a connu un record avec le mois le plus froid depuis 1750. La température moyenne de décembre est de −7,9 °C[7]. La température moyenne de cet hiver (décembre à février) est de −1,43 °C[7] soit le deuxième plus froid entre 1750 à aujourd'hui.
- Février 1956 est le 1er mois de février le plus froid entre 1750 et aujourd'hui avec −4,6 °C[7] de température moyenne.
- Janvier 1985 est le 4e mois de janvier le plus froid entre 1750 et 1990 avec −2,8 °C[7] de température moyenne.

Le 20 décembre 2009, la température de la surface de la mer est de 12 °C à Saint-Nazaire et 14 °C à Mimizan. Le 6 janvier 2010 la température de la surface de la mer la plus froide dans le golfe de Gascogne est de 11 °C

### Liste des hivers avec des températures minimales àParis parc Montsouriscomprises entre−5,05à−9,04°C[4],[2]
Les températures minimales à la fin du XXe varient de -5 à −15,0 °C en plaine dans la plupart des régions pour un hiver rigoureux.
- Entre 1873 à 1960, 1 hiver rigoureux tous les 2,34 ans[9]
- Entre 1960 à 2012, 2,45 ans[10]

| Hivers  | Temp min | Hivers  | Temp min | Hivers  | Temp min | Hivers  | Temp min |
| ------- | -------- | ------- | -------- | ------- | -------- | ------- | -------- |
| 1873-74 | −8,8 °C  | 1876-77 | −6,2 °C  | 1877-78 | −7,1 °C  | 1878-79 | −8,6 °C  |
| 1882-83 | −6,0 °C  | 1883-84 | −5,9 °C  | 1884-85 | −8,9 °C  | 1885-86 | −7,9 °C  |
| 1888-89 | −8,9 °C  | 1895-96 | −6,9 °C  | 1896-97 | −6,4 °C  | 1897-98 | −7,9 °C  |
| 1898-99 | −8,6 °C  | 1901-02 | −7,9 °C  | 1903-04 | −8,9 °C  | 1905-06 | −7,7 °C  |
| 1909-10 | −7,0 °C  | 1910-11 | −5,4 °C  | 1911-12 | −8,7 °C  | 1914-15 | −6,2 °C  |
| 1915-16 | −7,3 °C  | 1920-21 | −8,9 °C  | 1921-22 | −8,9 °C  | 1923-24 | −6,0 °C  |
| 1926-27 | −6,2 °C  | 1929-30 | −5,9 °C  | 1930-31 | −5,4 °C  | 1931-32 | −8,9 °C  |
| 1932-33 | −8,0 °C  | 1934-35 | −7,1 °C  | 1935-36 | −5,1 °C  | 1937-38 | −6,4 °C  |
| 1943-44 | −6,7 °C  | 1945-46 | −8,5 °C  | 1948-49 | −6,8 °C  | 1949-50 | −7,2 °C  |
| 1950-51 | −7,1 °C  | 1956-57 | −7,0 °C  | 1961-62 | −8,5 °C  | 1963-64 | −8,5 °C  |
| 1966-67 | −6,4 °C  | 1967-68 | −7,7 °C  | 1968-69 | −8,1 °C  | 1969-70 | −5,8 °C  |
| 1970-71 | −8,6 °C  | 1971-72 | −7,2 °C  | 1975-76 | −6,2 °C  | 1976-77 | −6,0 °C  |
| 1979-80 | −5,1 °C  | 1981-82 | −6,6 °C  | 1987-88 | −5,4 °C  | 1992-93 | −6,9 °C  |
| 1993-94 | −5,4 °C  | 1995-96 | −5,3 °C  | 1998-99 | −6,1 °C  | 2002-03 | −7,5 °C  |
| 2004-05 | −6,1 °C  | 2008-09 | −8,9 °C  | 2009-10 | −6,0 °C  | 2011-12 | −8,5 °C  |
| 2012-13 | −5,5 °C  | 2017-18 | −7,0 °C  | 2020-21 | −5,7 °C  | 2022-23 | −5,0 °C  |

### Liste des hivers les plus froids depuis 1900[11]

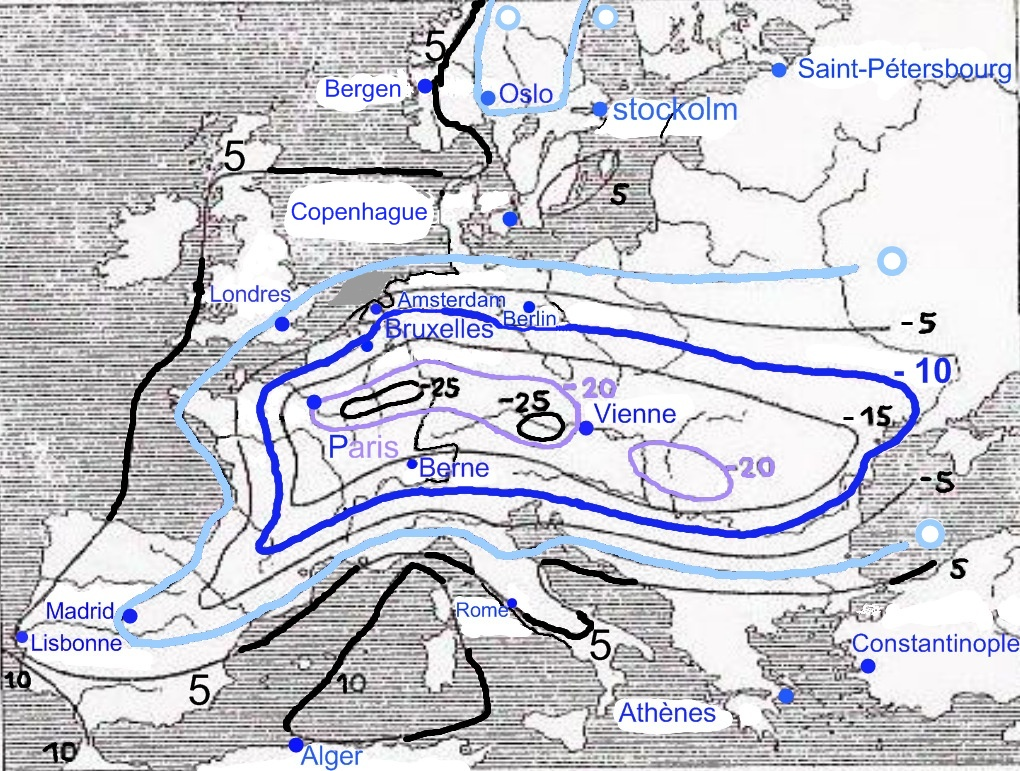
Les isothermes des températures à 2 mètres du sol sous abri en Europe au matin de l'extrême de froid du 19 décembre 1879.

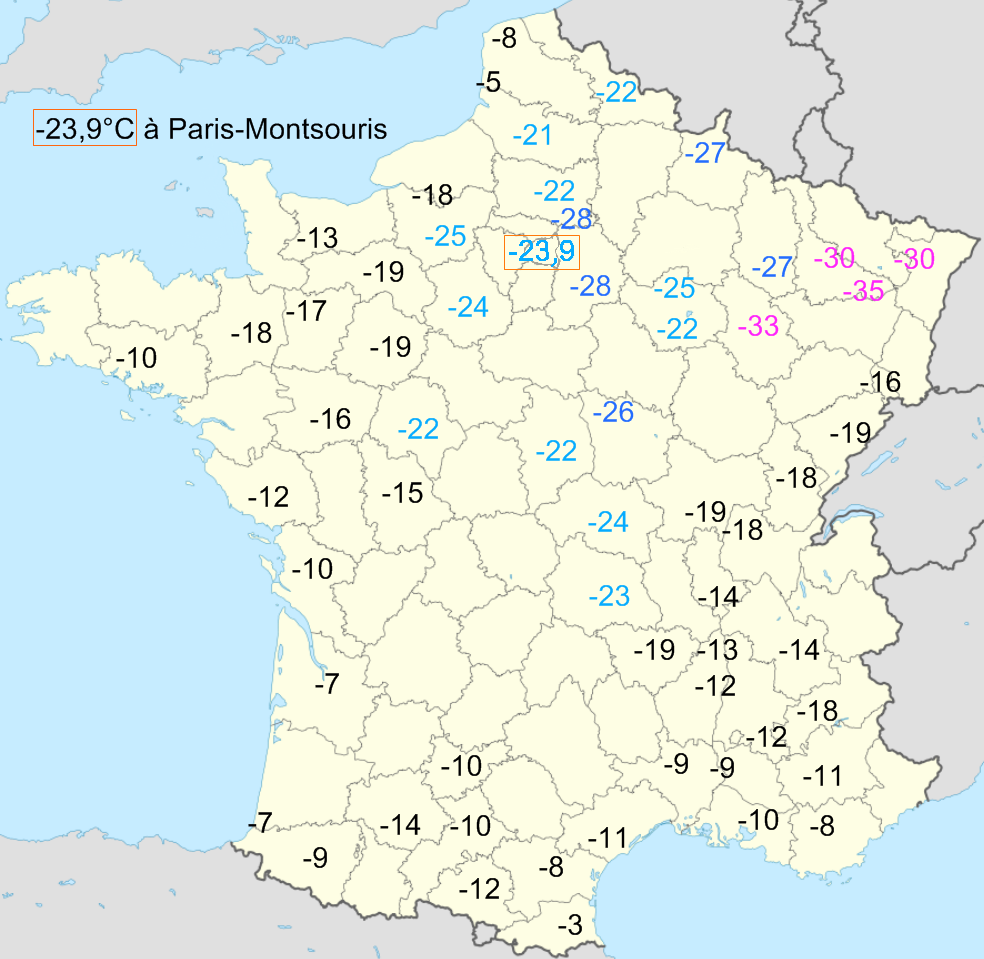
Les températures mini extrêmement froides en décembre 1879.

Les températures des hivers sont calculées à partir de 30 stations en métropole. Toutes les années ci-dessous sont des hivers plus froids par rapport à la température de référence 1971 à 2000 (moyenne de l'ensemble des températures des hivers de la période de référence). L'hiver est la période allant du 1er décembre au 28 février.
La température de l'hiver = la moyenne de températures mensuelles des trois mois.
Anomalie de température = température de l'hiver - température de référence
| Hivers (1970-2009) | Anomalie | Hivers (1900-2009) | Anomalie |
| ------------------ | -------- | ------------------ | -------- |
| 1984-1985          | −2,0 °C  | 1962-1963          | −4,7 °C  |
| 1986-1987          | −1,9 °C  | 1941-1942          | −3,9 °C  |
| 2005-2006          | −1,6 °C  | 1928-1929          | −3,3 °C  |
| 1980-1981          | −1,6 °C  | 1946-1947          | −3,1 °C  |
| 1990-1991          | −1,6 °C  | 1933-1934          | −2,8 °C  |
| 1970-1971          | −1,4 °C  | 1940-1941          | −2,8 °C  |
| 1985-1986          | −1,4 °C  | 1906-1907          | −2,6 °C  |
| 2008-2009          | −1,2 °C  | 1916-1917          | −2,5 °C  |
| 1991-1992          | −1,0 °C  | 1939-1940          | −2,4 °C  |
| 1972-1973          | −1,0 °C  | 1952-1953          | −2,3 °C  |

Bien que l'hiver 2005-2006 en France soit de −1,6 °C par rapport aux hivers 1970-2009, la température mini à Paris de cet hiver est −4,7 °C.

## Cause des hivers doux en France Métropolitaine
- Lorsqu'un anticyclone s'installe sur l'ouest de la Méditerranée un flux de sud-ouest apporte de l'air très doux même chaud et sec.
- Un hiver doux peut aussi se produire lorsque l'Oscillation nord-atlantique est dans sa phase positive c'est-à-dire lorsque de hautes pressions sont présentes au large de la péninsule Ibérique tandis qu'un système dépressionnaire est présent sur l'Islande, dans ce type de configuration, un flux zonal se produit ce qui apporte de l'air d'origine océanique qui est doux et humide, ce type de configuration est aussi favorable aux passages de tempête sur l'Europe.

Les hivers doux ont pour avantage de provoquer moins de chutes de neige en plaine mais lorsque l'hiver devient trop doux, comme la première situation présenté ci-dessus, la neige peut alors se faire rare dans des zones de moyenne montagne qui ont besoin de neige notamment pour la pratique des sports d'hiver.

## Deux listes des hivers doux

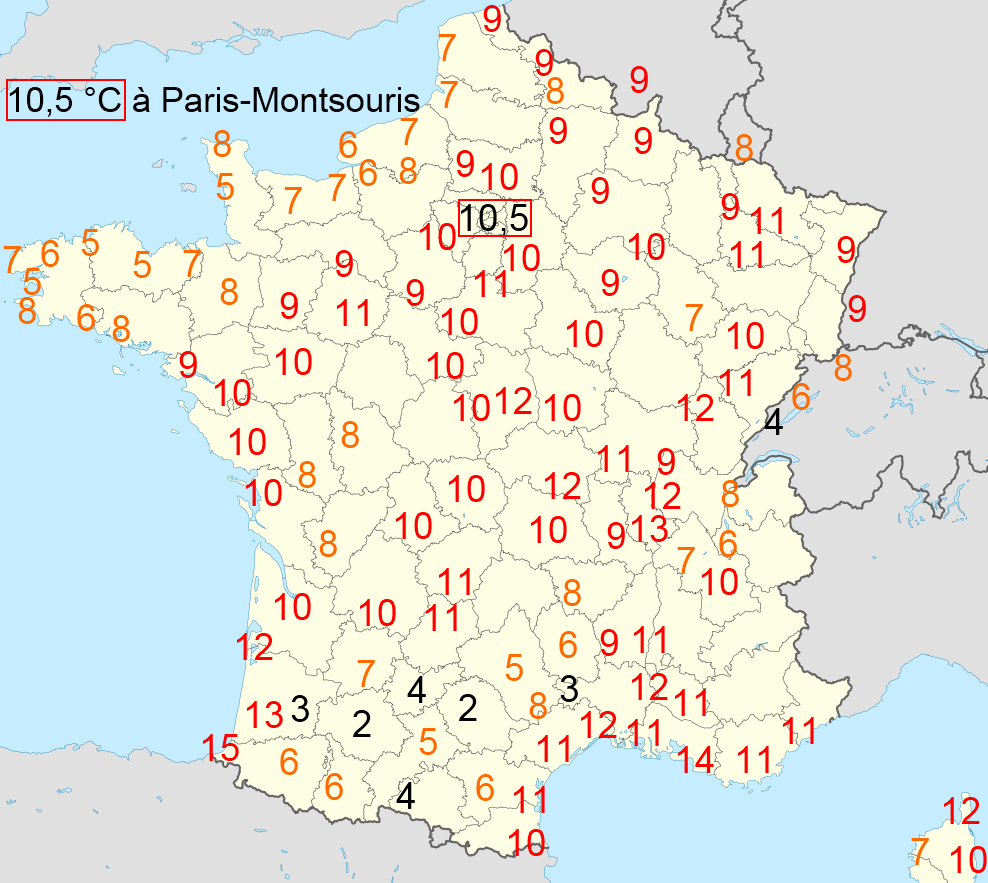
Les températures minimales très douces du 8 janvier 2011,.

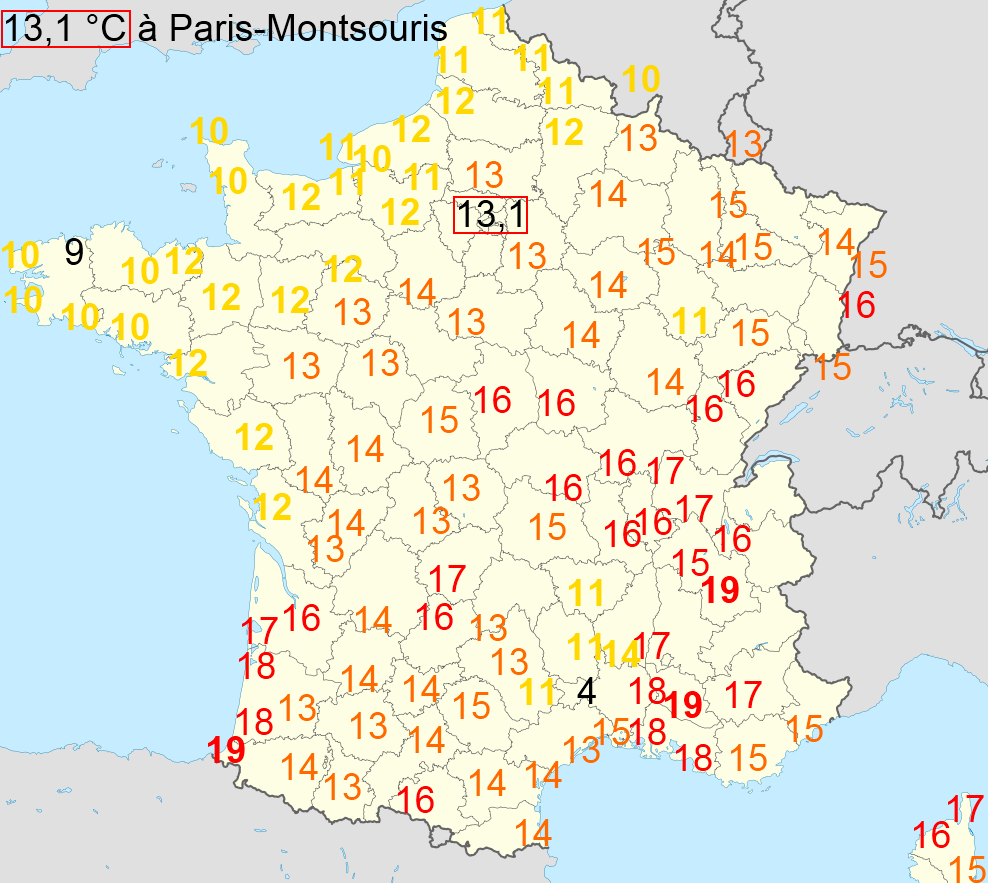
Les températures maximales très douces du 8 janvier 2011,.

### Liste des hivers avec des températures minimales àParis parc Montsourissupérieures à−5,04°C[4],[2]
Les températures minimales au début du XXIe siècle varient de 6 à 12 °C en plaine dans la plupart des régions pour un hiver doux.
- Entre 1873 à 1960, 1 hiver doux tous les 8,1 ans[12]
- Entre 1960 à 2012, tous les 2,57 ans[13]

| Hivers  | Anomalie | Hivers  | Anomalie | Hivers  | Anomalie | Hivers  | Anomalie |
| ------- | -------- | ------- | -------- | ------- | -------- | ------- | -------- |
| 1881-82 | −4,8 °C  | 1912-13 | −4,2 °C  | 1919-20 | −3,5 °C  | 1922-23 | −4,1 °C  |
| 1924-25 | −4,1 °C  | 1936-37 | −3,6 °C  | 1942-43 | −4,3 °C  | 1951-52 | −4,4 °C  |
| 1954-55 | −4,3 °C  | 1957-58 | −4,4 °C  | 1958-59 | −4,5 °C  | 1960-61 | −3,4 °C  |
| 1972-73 | −3,8 °C  | 1973-74 | −4,2 °C  | 1974-75 | −1,0 °C  | 1977-78 | −4,8 °C  |
| 1980-81 | −3,8 °C  | 1982-83 | −3,6 °C  | 1983-84 | −4,2 °C  | 1988-89 | −2,2 °C  |
| 1989-90 | −2,6 °C  | 1991-92 | −4,4 °C  | 1994-95 | −4,6 °C  | 1997-98 | −4,8 °C  |
| 1999-00 | −4,7 °C  | 2000-01 | −2,5 °C  | 2001-02 | −4,3 °C  | 2003-04 | −3,4 °C  |
| 2005-06 | −4,7 °C  | 2006-07 | −2,9 °C  | 2007-08 | −3,6 °C  | 2010-11 | −3,9 °C  |

### Liste des hivers les plus chauds depuis 1900[11]
Même méthode que ci-dessus.
| Hivers (1974-2009) | Anomalie | Hivers (1900-2009) | Anomalie |
| ------------------ | -------- | ------------------ | -------- |
| 1989-1990          | + 2,0 °C | 1911-1912          | + 1,5 °C |
| 2006-2007          | + 1,8 °C | 1915-1916          | + 1,5 °C |
| 2000-2001          | + 1,7 °C | 1919-1920          | + 1,2 °C |
| 1994-1995          | + 1,7 °C | 1936-1937          | + 1,1 °C |
| 1974-1975          | + 1,7 °C | 1965-1966          | + 1,0 °C |

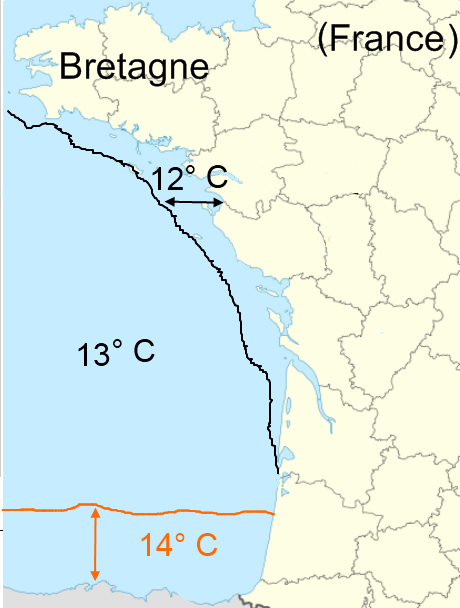
Les températures de la surface de la mer du 8 janvier 2012 après une douceur extrême quasi depuis l'été 2011 au 8 janvier 2012.

Bien que l'hiver 1965-66 en France soit de +1,0 °C par rapport aux hivers 1970-2009, la température mini à Paris de cet hiver est −13,6 °C.
Et bien que l'hiver 1911-12 en France soit de +1,5 °C par rapport aux hivers 1970-2009, la température mini à Paris de cet hiver est −8,7 °C.

## Vigilance météorologique rouge de Météo France
Le 12 mars 2013, le Calvados et la Manche sont concernés à partir de 13 h. On y observe à la mi journée, 15 à 30 cm de neige. On y observe un vent de nord-est avec des rafales fréquentes entre 50 et 60 km/h dans les terres et 90 km/h au nord Cotentin. Les températures maximales sont exceptionnelles dans de nombreuses communes, à 14 h il fait, −2,6 °C à Deauville à 146 m, −1,6 °C à Cherbourg-Maupertus à 138 m, −1,2 °C à Caen à 68 m, −0,9 °C à Cherbourg-Valogne à 61 m, −0,7 °C à Pirou à 10 m et 0,8 °C à Cap de la Hague à 6 m. Au maximum de neige au sol à la fin du 12 mars, on y mesure souvent plus de 30 cm (40 cm estimés par endroit en plaine) avec des congères jusqu'à 2 m de neige.
Le 13 mars 2013, des records de froids minimaux mensuels sont battus dans au moins six villes (jusqu'à 1,7 °C en dessous du record).

## Observations d'hivers (763 à nos jours) beaucoup plus rigoureux qu'à la fin duXXesiècle[19][Quand?][évasif]
- Mer gelée jusqu'à 3 milles des côtes
- 10 mètres de neige
- La Seine, l'Elbe, le lac de Constance, la Loire, le Rhône, la Garonne, l'Èbre, et le Danube glacés.
- Les plus grandes rivières glacées se traversent à cheval, charrettes et voitures chargées
- Hiver possible de début octobre à mai
- La plupart des vignes, arbres et fruitiers sont morts
- Des voitures sont passées sur la glace pour arriver à Venise
- La débâcle causa l'effondrement des ponts de Tours, Paris et Saumur
- À Parme le sol est couvert de neige de décembre à avril
- Blé mort car non recouvert de neige, famine générale
- La mer Adriatique gelée
- À Paris 14 semaines consécutives de gelées avec le sol couvert de neige
- À Marseille près d'un mètre de neige en un jour
- À Arles, le Rhône gelé totalement
- Le 10 mars, la Meuse et le Rhin sont gelés
- Le 13 avril à Paris, beaucoup d'hirondelles sont mortes
- Le 11 janvier, −17,5 °C à Marseille et −16,1 °C à Montpellier
- Dans la région parisienne il gela tous les mois de l'année
- À Paris, la terre est gelée jusqu'à 65 cm
- Le 23 mars à Béziers, 0,5 pied de neige[20]
- Le 23 mars à Montpellier, neige et gèle[20]
- À Paris, la Seine est gelée à plus de 30 cm d'épaisseur[21]
- Au Nord de la France, le sol est gelé jusqu'à 90 cm d'épaisseur[21]

## Les vagues de froid depuis 1947 en France

### Vague de froid de forte intensité
- Du 1er au 27 février 1956 : il s'agit de la vague de froid la plus forte et la plus longue. Février 1956 est d'ailleurs le mois le plus froid (tous mois confondus).
- Du 12 janvier au 6 février 1963 : même si l'intensité de cette vague de froid est moins importante que celles de 1956 et de 1985, elle est très longue avec une durée d'environ 25 jours. L'hiver 1962-1963 est d'ailleurs l'hiver le plus froid avec une anomalie de −4,7 °C.
- Du 5 au 19 janvier 1985 : cette vague de froid est plus courte que celle de février 1956 mais avec une intensité presque égale.
- Du 8 au 23 janvier 1987 : cette vague de froid a été marquée par de nombreux épisodes neigeux.
- Du 1er au 12 février 2012 : il s'agit de la vague de froid la plus sévère en France au XXIe siècle.